# Mete Gazoz
Mete Gazoz, né le 8 juin 1999 à Istanbul, est un archer turc.

## Carrière
En 2016, il devient vice-champion d'Europe en individuel.
Il remporte la médaille d'or de tir à l'arc individuel aux Jeux méditerranéens de 2018.
Il est médaillé d'argent par équipes aux Championnats d'Europe de tir à l'arc en salle 2019.
En 2021, il obtient la médaille d'or aux Jeux Olympiques de Tokyo 2020.
Il est médaillé d'or par équipe mixte, médaillé d'argent en individuel et médaillé de bronze par équipe aux Jeux méditerranéens de 2022.
Il remporte les Championnats du monde de tir à l'arc 2023 devant Eric Peters.
Il est nommé porte-drapeau de la Turquie aux Jeux olympiques d'été de 2024 aux côtés de la boxeuse Busenaz Sürmeneli.

## Palmarès

### Jeux olympiques
- Médaille d'or en individuel aux Jeux olympiques 2020 de Tokyo.

### Championnats du monde
- Médaille d'or en individuel aux championnats du monde 2023 de Berlin.
- Médaille d'argent par équipes aux championnats du monde 2023 de Berlin.
- Médaille de bronze par équipes mixte aux championnats du monde 2021 de Yankton.

### Championnats d'Europe
- Médaille d'or en individuel aux championnats d'Europe 2024 d'Essen.
- Médaille d'argent en individuel aux championnats d'Europe 2016 de Nottingham.
- Médaille de bronze en individuel aux championnats d'Europe 2022 de Munich.
- Médaille de bronze par équipes hommes aux championnats d'Europe 2024 d'Essen.

### Championnats d'Europe en salle
- Médaille de bronze par équipes hommes aux championnats d'Europe 2019 de Samsun.

### Jeux méditerranéens
- Médaille d'or en individuel aux Jeux méditerranéens 2018 de Tarragone.
- Médaille d'or par équipes mixtes aux Jeux méditerranéens 2022 d'Oran.
- Médaille d'argent en individuel aux Jeux méditerranéens 2022 d'Oran.
- Médaille de bronze par équipes hommes aux Jeux méditerranéens 2022 d'Oran.